# Szabó Márta (fotóművész)
Szabó Márta (Székesfehérvár, 1966– ), magyar fotóművész.

## Pályafutása
Eredetileg grafikusnak készült, de pályáját műszaki rajzoló-szerkesztőként kezdte, később informatikus lett. Fotózni 2003-ban kezdett, a következő évben már pályázatokon díjakat nyert. A Főnix Fotóművészeti Kör tagja.

## Munkássága
Legszívesebben embereket, táncot, mozgást fényképez, de minden téma érdekli, amiben szépséget, különlegességet tud felfedezni, kedvenc zsánere az akt. Több egyéni és csoportos kiállítása is volt Magyarországon és külföldön, például Kínában és Romániában is.
2005 óta tagja a Magyar Fotóművészeti Alkotócsoportok Országos Szövetségének (MAFOSZ), 2007 óta a Magyar Újságírók Országos Szövetségének (MÚOSZ) és ugyancsak 2007 óta a Magyar Fotóművészek Világszövetségének, amelynek alelnöke.

## Szakmai kitüntetései
- 2006 – Megyei Prima díj különdíj[7]
- 2010 – A MAFOSZ diplomás fotóművésze (E-MAFOSZ)[8]
- 2010 – AFIAP – A FIAP (Fédération Internationale de l'Art Photographique) Művésze minősítés[9]
- 2013 – EFIAP – A FIAP (Fédération Internationale de l'Art Photographique) Kíváló művésze minősítés[8]

## Díjai, elismerései
- 2004 „Gösser” fotópályázat: 1-1 kategóriában II. illetve III. helyezés[1]
- 2004 „Színes a világ” fotópályázat: II. helyezés[1]
- 2005 „Tarka” fotópályázat: III. helyezés[1]
- 2005 FotoVideo Magazin. Év fotósa pályázat II. helyezés[1]
- 2006 Országos diapályázat: II. helyezés[1]
- 2006 FotoVideo Magazin: Mozgásban pályázat I. helyezés[1]
- 2007 FotoVideo Magazin. Év fotósa pályázat VI. helyezés[1]
- 2007 Pannónia Fotószalon – különdíj[1]
- 2011 Magyar Szélenergia Ipari Társaság fotópályázata 3. díj (Feltörekvők)[10]
- 2013 32. Magyar Sajtófotó pályázat, Hír, eseményfotó (egyedi) kategória 3. díj (A székelyek nagy menete)[11][12]
- 2016 Fókuszban a bíróság pályázat, Ilyen gazdagok vagyunk kategória, különdíj (Padlás)[3]